# هنریتا لاکس
هنریتا لاکس یا هنریتا لکس (به انگلیسی: Henrietta Lacks) (زاده: ۱ آگوست ۱۹۲۰، درگذشت: ۴ اکتبر ۱۹۵۱) که گاهی به اشتباه، به نام هنریتا لیکس، هلن لین یا هلن لارسون نیز خوانده شده‌است، یک زن آمریکایی آفریقایی‌تبار بود که سلولهای سرطانی تومور دهانهٔ رحم او، که توسط جورج اوتو گی کشت داده شده بودند، به طرز اتفاقی و غیرمنتظره‌ای، منبعی لایزال برای تولید سلولهای نامیرا و جاودانه‌ای قرار گرفتند که برای تحقیقات و پژوهش‌های پزشکی به کار می‌روند. این سلولها، در حال حاضر به عنوان سلول هلا HeLa یا HeLa cell شناخته می‌شوند که از ترکیب دو حرف اول نام کوچک و خانوادگی Henrietta Lacks پدید آمده‌است.
جوناس سالک از سلولهای هلا برای ساخت واکسن فلج اطفال استفاده کرد.
کتاب «حیات جاودانه هنریتا لکس» نوشته ربکا اسکلوت و ترجمه حسین راسی که در سال ۱۳۹۰ در انتشارات آرامش به چاپ رسیده، به زندگی این شخص می‌پردازد.